# Гулистан (Туркестанская область)
Гулиста́н (каз. Гүлістан, до 2000 года — Советаба́д) — село в Мактааральском районе Туркестанской области Казахстана. Входит в состав Достыкского сельского округа. Код КАТО — 514435600.
Население на 2014 год — 2514 человек.

## Население
В 1999 году население села составляло 1987 человек (961 мужчина и 1026 женщин). По данным переписи 2009 года, в селе проживало 2514 человек (1240 мужчин и 1274 женщины).
В ауле этнические таджики составляют 98 % населения.